# Ytterfälle
Ytterfälle – miejscowość (småort) w Szwecji w gminie Härnösand w regionie Västernorrland. Około 105 mieszkańców.